# Linda Blair
Linda Denise Blair (Saint Louis, 22 de janeiro de 1959) é uma atriz norte-americana, mais conhecida por interpretar Regan McNeil no filme de terror O Exorcista (1973), que lhe rendeu um Globo de Ouro e uma indicação ao Oscar.

## Biografia
Linda Denise Blair nasceu em 22 de janeiro de 1959, em St. Louis, Missouri, filha de James Frederick e Elinore Blair. Ela tem uma irmã mais velha, Debbie, e um irmão mais velho, Jim. Quando Blair tinha dois anos, seu pai, um piloto de testes da Marinha, conseguiu um emprego na cidade de Nova York, e a família se mudou para Westport, Connecticut. Linda começou a trabalhar como modelo infantil aos cinco anos, aparecendo em catálogos de lojas famosas, e em mais de 70 comerciais. Aos seis anos ela garantiu um contrato para uma série de anúncios impressos no The New York Times, e na mesma idade, ela começou a andar a cavalo, tornando-se mais tarde uma equestre treinada.

## Carreira
Blair começou a atuar com um papel regular na série Hidden Faces (1968-69). Sua primeira aparição no cinema foi em The Way We Live Now (1970).
Em 1972, aos 13 anos, Blair foi selecionada entre 600 candidatas para o papel de Regan McNeil em O Exorcista (1973), que se tornou um clássico do cinema e do gênero terror. O longa conta a história de uma menina que fica possuída pelo demônio pazuzu, e precisa passar por um exorcismo. Sua atuação lhe rendeu um Globo de Ouro de Melhor Atriz Coadjuvante e uma indicação ao Oscar de Melhor Atriz Coadjuvante. Apesar do sucesso, o filme teve um impacto significativo em sua vida pessoal; Ela foi acusada de blasfema por grupos de cristões, a mídia especulava que ela mentia sua idade, e ela passou a receber ameaças de morte anônimas. Para combater os rumores da mídia em torno dela, a Warner Bros. enviou Blair, então com 14 anos, em uma turnê de imprensa na esperança de demonstrar que ela era "apenas uma adolescente normal".

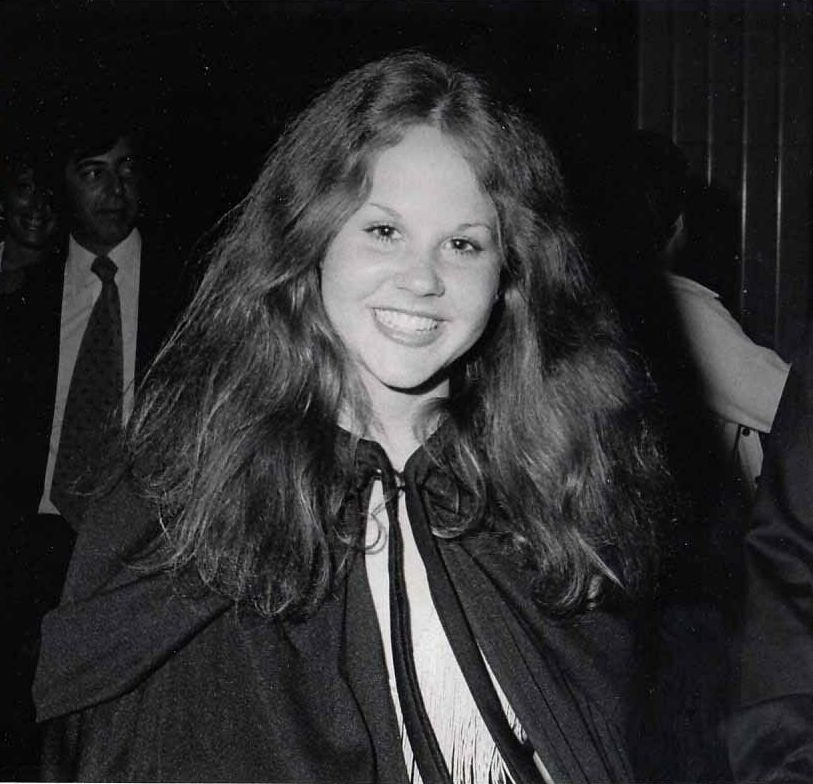
Linda Blair na premiere de That's Entertainment II, em 1976.

Após o Exorcista, Blair estrelou o controverso filme para televisão Born Innocent (1974), no qual ela interpreta uma adolescente fugitiva que é abusada sexualmente, e depois teve um papel coadjuvante como uma paciente de transplante de rim no filme Airport 1975 (1974). 
Em 1977, Blair reprisou seu papel como Regan em O Exorcista 2 - O Herege, que ao contrário do primeiro, foi um fracasso crítico e comercial. Depois, Blair tirou um ano de folga da atuação e competiu em circuitos equestres nacionais sob o pseudônimo de Martha McDonald. A carreira de Blair tomou um novo rumo em 1979, com seu papel principal no drama musical Roller Boogie, que a estabeleceu como um símbolo sexual, e em 1983, ela posou nua em uma edição da Playboy. Entre 1980 e 1985, a carreira de Linda foi marcada por filmes de baixo orçamento e críticas a sua atuação, por isso, ela recebeu cinco indicações ao prêmio Framboesa de Ouro, sendo premiada com dois de Pior Atriz.
Em 1996, Blair fez uma participação como uma repórter em Scream, a convite do diretor Wes Craven. Em 1997, ela atuou em uma reestreia da Broadway de Grease, interpretando Rizzo. Em 2006, ela estrelou como convidada na série de televisão Supernatural, interpretando o papel da detetive Diana Ballard, no episódio "The Usual Suspects", que foi ao ar em 9 de novembro.
Em 2023, Blair reprisou o papel de Regan MacNeil durante uma participação especial em O Exorcista - O Devoto.

## Vida Pessoal

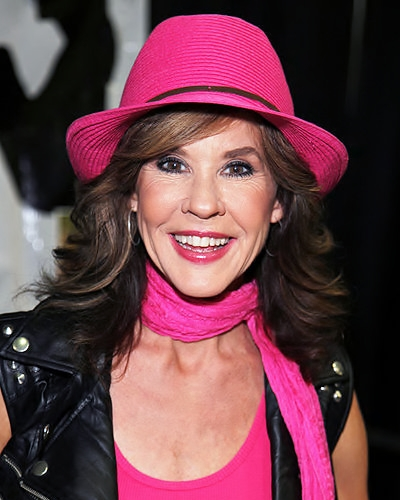
Blair em 2012

Aos 15 anos, Blair namorou o cantor australiano Rick Springfield, de 25 anos na época. Blair foi vegetariana por 13 anos, e tornou vegana em 2001. Ela escreveu um livro chamado "Going Vegan!".

### Problemas legais
Em 20 de dezembro de 1977, aos 18 anos, ela foi presa por posse de cocaína e conspiração para vender drogas. Ela se declarou culpada em troca de três anos de liberdade condicional. Ela também foi obrigada a fazer aparições públicas para contar aos jovens sobre os perigos do abuso de drogas.

### Ativismo
Blair é uma ativista do movimento pelos direitos dos animais. Em 2004, ela fundou a "Linda Blair WorldHeart Foundation", uma organização sem fins lucrativos que serve para reabilitar e adotar animais resgatados. Ela também é membro do PETA e do Sea Shepherd Conservation Society. Em agosto de 2005, após o furacão Katrina, Blair foi até o Mississippi, e salvou 51 cães abandonados.

## Prêmios e Indicações
Recebeu uma indicação ao Óscar, na categoria de Melhor Atriz (coadjuvante/secundária), por sua atuação em "O Exorcista" (1973).
Ganhou o Globo de Ouro de Melhor Atriz (coadjuvante/secundária), por sua atuação em "O Exorcista". Por este mesmo papel foi indicada na categoria de Melhor Revelação Feminina.
Recebeu cinco indicações ao Framboesa de Ouro, na categoria de Pior Atriz, e venceu duas.

## Filmografia
- The Way We Live Now (1970)
- The Sporting Club (1971)
- The Exorcist (br: O Exorcista; 1973)
- Born Innocent (1974) (br: Inocencia Ultrajada; 1974)
- Airport 1975 (1974)  (br: Aerporto 1975; 1975)
- Sarah T. - Portrait of a Teenage Alcoholic (1975) (br:  A Garota Viciada; 1975)
- Victory at Entebbe (1976)
- Exorcist II: The Heretic (br: O Exorcista 2 - O Herege; 1977)
- Stranger in Our House (1978) (br: Verão do Medo; 1978)
- Wild Horse Hank (1979)
- Roller Boogie (1979)
- Ruckus (1981)
- Hell Night (br: Noite Infernal; 1981)
- Chained Heat (br: Correntes do Inferno; 1983)
- Night Patrol (br: Patrulha Noturna; 1984)
- Savage Streets (br: Savage Streets; 1984)
- Terror in the Aisles (1984)
- Red Heat (br: Presídio, Estadia do Inferno; 1985)
- Savage Island (br: Prisioneiras da Ilha Selvagem; 1985)
- SFX Retaliator (1987)
- Nightforce (1987)
- Up Your Alley (1988)
- Moving Target (1988)
- Grotesque (1988)
- Silent Assassins (br: Assassinos Silenciosos; 1988)
- La Casa 4 (also known as Witchcraft, Witchery; br: Bruxa - Encontros Diabólicos; 1988)
- The Chilling (1989)
- Aunt Millie's Will (1989)
- W.B., Blue and the Bean (aka: Bailout) (1989)
- Dead Sleep (br: Terapia Mortal; 1990)
- Zapped Again! (1990)
- Repossessed (br: A Repossuída; 1990)
- Bedroom Eyes II (br: Olhos da Vingança; 1991)
- Fatal Bond (br: Ligação Fatal; 1992)
- Bad Blood (1993) (br: Sangue Ruim; 1993)
- Skins (1994)
- Double Blast (br: Explosão em Dose Tripla; 1994)
- Sorceress (br: Tentação; 1995)
- Prey of the Jaguar (br: A Vingança do Jaguar; 1996)
- Scream (br: Pânico; 1996)
- UnConventional (documentário, 2004)
- Hitters Anonymous (2005)
- All Is Normal (2006)
- Imps* (2009)
- Cousin Sarah (2011)
- O Exorcista - O Devoto (2023)[20]

Curta-metragens:
- Phone (1993)
- Marina (1997)
- Diva Dog: Pit Bull on Wheels (2005)
- The Powder Puff Principle (2006)

### Televisão
| Ano       | Programa                                 | Personagem             | Notas                                             |
| --------- | ---------------------------------------- | ---------------------- | ------------------------------------------------- |
| 1968–1969 | Hidden Faces                             | Allyn Jaffe            |                                                   |
| 1974      | What's My Line?                          | Ela mesma              |                                                   |
| 1982      | Fantasy Island                           | Sarah Jean Rollings    | Episódio: "King Arthur in Mr. Rourke's Court"     |
| 1982      | The Love Boat                            | Muffy                  | Episódio: "Isaac Gets Physical"                   |
| 1985      | Murder, She Wrote                        | Jane Pascal            | Episódio: "Murder Takes the Bus"                  |
| 1989      | Monsters                                 | La Strega              | Episódio: "La Strega"                             |
| 1990      | MacGyver                                 | Jenny Larson           | Episódio: "Jenny's Chance"                        |
| 1992      | Married... with Children                 | Ida Mae                | Episódio: "The Magnificent Seven"                 |
| 1994      | Robins Hood's                            | Carla Patelle          | Episódio: "Old Friends, Dead Ends"                |
| 1996      | Renegade                                 | Teddy Rae Thompson     | Episódio: "Self Defense"                          |
| 1998      | Psi Factor: Chronicles of the Paranormal | Rebecca Royce          | Episódio: "All Hallow's Eve"                      |
| 1999      | Godzilla: The Series                     | Alexandra Springer     | Voz; Episódio: "S.C.A.L.E."                       |
| 2000      | L.A. 7                                   | Joni Witherspoon       | 9 episódios                                       |
| 2000      | Artistic Differences                     | Joni Witherspoon       | Especial de TV                                    |
| 2000–2003 | Hollywood Squares                        | Ela mesma              | 10 episódios                                      |
| 2001–2006 | Scariest Places on Earth                 | Ela mesma              | Apresentadora; 41 episódios                       |
| 2002      | History's Mysteries                      | Ela mesma              | 2 episódios                                       |
| 2006      | Supernatural                             | Detetive Diana Ballard | Episódio: "The Usual Suspects"                    |
| 2010–2012 | Pit Boss                                 | Ela mesma              | 12 episódios                                      |
| 2012      | Celebrity Ghost Stories                  | Ela mesma              | 1 episódio                                        |
| 2013      | Battling Darkness                        | Ela mesma              | Documentário                                      |
| 2014      | RuPaul's Drag Race                       | Ela mesma              | Episódio: "Scream Queens"                         |
| 2019      | E! True Hollywood Story                  | Ela mesma              | Episódio: "Horror Movies: Cursed or Coincidence?" |
| 2020      | JJ Villard's Fairy Tales                 | Vários                 | Voz; 2 episódios                                  |
| 2020      | Cursed Films                             | Ela mesma              | Episódio: "The Exorcist"                          |
| 2022      | The Masked Singer                        | Espantalho             | Concorrente na 8ª temporada                       |